# Ball Island
Ball Island est une île du lac Champlain dans le Vermont à la frontière entre les États-Unis et le Canada.
L'île est une propriété privée.